# Indohya beieri
Indohya beieri är en spindeldjursart som beskrevs av Harvey 1993. Indohya beieri ingår i släktet Indohya och familjen Hyidae. Inga underarter finns listade i Catalogue of Life.